# Fumiyuki Beppu
Fumiyuki Beppu (en japonès 別府史之, Chigasaki, 10 d'abril de 1983) és un ciclista japonès, professional des del 2005. Actualment corre a l'equip Trek-Segafredo.

## Biografia
Fumiyuki Beppu passà al professionalisme el 2005 de la mà de l'equip Discovery Channel. El 2008 passà a l'Skil-Shimano, on un dels seus patrocinadors era japonès. El 2009, junt a Yukiya Arashiro, foren els primers japonesos a finalitzar el Tour de França, acabant en la posició 112a. En la darrera etapa d'aquella edició Beppu guanyà el premi de la combativitat.
Els seus principals èxits esportius els ha aconseguit al Japó en guanyar en dues ocasions el campionat nacional en ruta i tres més el de contrarellotge.

## Palmarès
- 2003
  -  Campió del Japó en ruta sub-23
- 2004
  - Vencedor d'una etapa al Giro de la Vall d'Aosta
  - Vencedor de la classificació de la muntanya a la Ronda de l'Isard d'Arieja
- 2006
  -  Campió del Japó en ruta
  -  Campió del Japó en contrarellotge
- 2008
  - Campió d'Àsia de ciclisme en ruta
- 2009
  -  Premi de la combativitat en la 21a etapa del Tour de França de 2009
- 2011
  -  Campió del Japó en ruta
  -  Campió del Japó en contrarellotge
- 2014
  -  Campió del Japó en contrarellotge

### Resultats al Tour de França
- 2009. 112è de la classificació general

### Resultats al Giro d'Itàlia
- 2011. 67è de la classificació general
- 2012. 121è de la classificació general
- 2014. 82è de la classificació general
- 2015. 117è de la classificació general

### Resultats a la Volta a Espanya
- 2016. 120è de la classificació general